# Heda
Heda är en kyrkby och småort i Heda socken i Ödeshögs kommun, Östergötlands län. Den är belägen åtta kilometer norr om Ödeshög.
Heda kyrka är bland annat känd för en madonnastaty från 1100-talet som utgör motivet för Verner von Heidenstams dikt "Himladrottningen i Heda".
I Heda föddes skalden och psalmförfattaren Samuel Hedborn (1783-1849), numera kanske mest känd för texten till "Ute blåser sommarvind". Teologen och bibelöversättaren dr David Hedegård (1891-1971) kom också från Heda, där hans grav återfinns. Han gjorde bland annat en mycket spridd nyöversättning av Nya testamentet.